# Ізмалковський район
Ізмалковський район (рос. Измалковский район) — муніципальне утворення у Липецькій області.